# Chester Brown
Chester William David Brown (Montreal, 16 maggio 1960) è un fumettista canadese.
A partire dagli anni ottanta, è uno dei più importanti autori del fumetto alternativo americano. Molte delle sue opere sono di carattere autobiografico.

## Carriera
Benché sia nato in una regione a prevalente cultura francofona, ed abbia pubblicato una biografia a fumetti di Louis Riel, capo dei ribelli di lingua francese contro il governo canadese, Brown è madrelingua inglese e sostiene di non saper parlare il francese.  Come egli stesso racconterà nell'opera Non mi sei mai piaciuto sua madre, che soffriva di schizofrenia, morirà quando lui aveva diciassette anni a causa di una caduta dalle scale mentre era ricoverata all'ospedale di Montreal. Cresciuto in un ambiente profondamente influenzato dai dettami religiosi, nelle sue opere Brown descrive la sua adolescenza come quella di un nerd affascinato dai fumetti supereroistici e ossessionato dalla pornografia.
Successivamente, intorno ai vent'anni, i suoi interessi si rivolsero verso i lavori di Robert Crumb e di altri fumettisti underground, e verso le opere pubblicate sulla rivista Heavy Metal.
Nel 1983 inizia a pubblicare le sue opere  sulla rivista autoprodotta Yummy Fur grazie alla quale comincia a farsi notare soprattutto con la serie Ed the Happy Clown. Dal 1986 la rivista viene edita dalla casa editrice canadese Vortex Comics e diviene un punto di riferimento per il fumetto alternativo. Brown pubblicherà qui tutte le sue opere fino alla sua chiusura nel 1994. 

## Opere in traduzione italiana
- Non mi sei mai piaciuto, Bologna, Black Velvet Editore, 1999.
- Louis Riel, Bologna, Coconino Press, 2005.
- Io le pago. Memorie a fumetti di un cliente di prostitute, Bologna, Coconino Press, 2011.
- The little man. Storie brevi, 1980-1995, Bologna, Coconino Press, 2012.
- Il Playboy, Bologna, Coconino Press, 2016.
- Maria pianse sui piedi di Gesù, Milano, BAO Publishing, 2017.